# Meir Sternberg
Meir Sternberg est un critique littéraire et bibliste israélien. Il est professeur de poétique et de littérature comparée à l'Université de Tel-Aviv. Avec Robert Alter et Adele Berlin, il est l'un des praticiens les plus éminents d'une approche littéraire de la Bible.

## Biographie
Il est surtout connu pour son livre de 1985 The Poetics of Biblical Narrative, dans lequel il soutient que la Bible est une "composition infaillible" : tout lecteur qui lit la Bible de "bonne foi" comprendra ce qui est écrit,,. Il croit que la Bible est écrite par un narrateur omniscient, qui s'est fait révéler des choses par un Dieu omniscient. Il fait également grand cas des « lacunes » de la narration, dans lesquelles le narrateur retient la vérité afin de générer de l'ambiguïté. Enfin, il soutient que les auteurs bibliques étaient concernés par trois éléments centraux dans leurs récits : l'esthétique, l'histoire et l'idéologie. Jeffrey Staley suggère que, avec Robert Alter, Adele Berlin et Shimon Bar-Efrat, Meir Sternberg est passé maître dans l'art de "mener le lecteur à travers les rebondissements soudains et les virages serrés, les crêtes abruptes et les dénivellations vertigineuses qui constituent l'art de ancienne caractérisation hébraïque." 
Il a été rédacteur en chef de la revue Poetics Today de 1994 à 2016 et a reçu le prix d'Israël en 1996 pour ses contributions à la théorie littéraire.

## Œuvres
- The Poetics of Biblical Narrative, Indiana University Press, 1987.
- La grande chronologie : temps et espace dans le récit biblique de l'histoire, Lessius, 2008, 126 p.  (ISBN 978-2-87299-174-7).

## Source
- (en) Cet article est partiellement ou en totalité issu de l’article de Wikipédia en anglais intitulé « Meir Sternberg » (voir la liste des auteurs).